# 55.ª División (Ejército Popular de la República)
La 55.ª División fue una de las divisiones del Ejército Popular de la República que se organizaron durante la guerra civil española sobre la base de las Brigadas Mixtas. Estuvo desplegada en el frente del Segre.

## Historial
Anteriormente una división en el frente del Norte ya había empleado esta numeración.
La división fue creada en julio de 1938, a partir del desdoblamiento de la recientemente reforzada 43.ª División; la nueva unidad quedó bajo el mando del antiguo comandante de la 130.ª Brigada Mixta, el teniente coronel Leopoldo Ramírez Jiménez. Quedó compuesta por las brigadas mixtas 176.ª, 177.ª y 178.ª. Inicialmente quedó adscrita al XXIV Cuerpo de Ejército, en la reserva general del GERO. A finales de 1938 la división estaba asignada al XI Cuerpo de Ejército, desplegada en el frente del Segre. A comienzos de 1939 llegó a intervenir en la batalla de Cataluña, sin conseguir frenar la ofensiva franquista.